# 天貓座28
天貓座28，又名BD+43 1770，HD 66824、SAO 42174、HR 3167，是天貓座的一颗恒星，视星等为6.26，位于銀經176.84，銀緯31.52，其B1900.0坐标为赤經8h 0m 14.3s，赤緯+43° 31.52′ 51″。